# Montlay-en-Auxois
 Montlay-en-Auxois  es una población y comuna francesa, en la región de Borgoña, departamento de Côte-d'Or, en el distrito de Montbard y cantón de Saulieu.

## Demografía
| 216 | 155 | 134 | 113 | 120 | 151 |
| Para los censos de 1962 a 1999 la población legal corresponde a la población sin duplicidades (Fuente: INSEE [Consultar]) |     |     |     |     |     |